# Prospalta briola
Prospalta briola är en fjärilsart som beskrevs av Holland 1894. Prospalta briola ingår i släktet Prospalta och familjen nattflyn. Inga underarter finns listade i Catalogue of Life.